# Старое Пшенево
Старое Пшенево — село Ковылкинского района Республики Мордовия в составе Краснопресненского сельского поселения.

## География
Находится на расстоянии примерно 16 километров по прямой на восток-северо-восток от районного центра города Ковылкино.

## История
Предположительно село возникло в XVII веке. Христианизация пшеневской мордвы состоялась в 1740-х годах, в 1867 году в селе была построена деревянная Николаевская церковь. В 1869 году было учтено как казенная деревня Инсарского уезда из 149 дворов.

## Население
Постоянное население составляло 157 человек (мордва 84 %) в 2002 году, 116 в 2010 году.